# John Douglas (politico)
John Douglas (6 marzo 1828 – 23 luglio 1904) è stato un politico britannico naturalizzato australiano, Premier del Queensland.

## Primi anni di vita
Douglas nacque a Londra, settimo figlio di Henry Alexander Douglas e di sua moglie Elizabeth Dalzell, figlia del conte di Carnwath.Suo padre era il terzo figlio di Sir William Douglas (c.1730–1783), quarto baronetto Douglas di Kelhead, che era fratello del sesto e settimo marchese di Queensberry. I genitori di Douglas morirono nel 1837, fu educato all'Accademia di Edimburgo, rugby 1843-47 e all'Università di Durham dove si laureò nel 1850.
Douglas arrivò nel Nuovo Galles del Sud con suo fratello Edward nel 1851 e fu nominato commissario per i campi d'oro, ma rinunciò a questo per entrare in una vita pastorale.

## Politica
Douglas fu eletto membro per i Darling Downs e successivamente per Camden nell'Assemblea legislativa del Nuovo Galles del Sud fino alle sue dimissioni, avvenute il 17 luglio 1861. 
Si trasferì seguentemente nella regione del Queensland nel 1863.
Il 12 maggio 1863 fu eletto membro di Port Curtis nell'Assemblea legislativa del Queensland. Si dimise il 1º febbraio 1866 per essere nominato membro del Consiglio legislativo di quest'ultimo, nel 22 febbraio 1866. 
Il 1º marzo 1866 divenne postmaster-general nel primo ministero Macalister. 
Fu nuovamente eletto all'Assemblea legislativa come membro per Eastern Downs. Prese il portafoglio di tesoriere coloniale nel secondo ministero Macalister nel dicembre 1866, ma nel maggio 1867 cambiò questa posizione con quella di segretario per i lavori pubblici. Fu postmaster-general nel ministero di Charles Lilley dal dicembre 1868 al novembre 1869, quando si dimise per diventare agente generale per il Queensland a Londra.
Nel 1871 Douglas tornò nel Queensland e divenne insolvente il 23 febbraio 1872. Douglas fu restituito per Maryborough alle elezioni tenutesi nel 1875. Fu segretario per le terre pubbliche nel ministero di Thorn dal giugno 1876 fino al marzo 1877, quando divenne premier e gli fu conferito l'Ordine di San Michele e San Giorgio. Il suo partito fu sconfitto alle elezioni tenutesi nel gennaio 1879 e Douglas si ritirò quindi dalla politica. Lewis Adolphus Bernays ha affermato che Douglas ebbe più successo come abile trascinatore politico dietro le quinte di quanto non avesse in parlamento.

## Gli anni di vita seguenti  al ritiro
Nel 1865 Augustus Charles Gregory, Maurice Charles O'Connell e Douglas chiesero una speciale concessione di terra per erigere una masonic Hall a Brisbane. Questo fu concesso il 15 gennaio 1865.
Fu per poco tempo anche nello staff letterario del Brisbane Courier, e nel 1885 fu nominato residente del governo e magistrato a Thursday Island. Dopo la morte di Sir Peter Scratchley nel dicembre 1885 Douglas agì come commissario speciale per il protettorato della Nuova Guinea britannica per quasi tre anni (1886-88), dove mostrò tatto e abilità nei rapporti con gli abitanti locali.

## Vita privata
Douglas si sposò due volte, la prima il 22 gennaio 1861 con Mary Ann, figlia del reverendo William West Simpson, che morì però in un incidente  il 23 novembre 1876, e per la seconda volta nel 1877 con Sarah, figlia di Michael Hickey, con la quale ebbe quattro figli:
- Robert Johnstone Douglas (1883–1972), fu nominato giudice della Corte Suprema del Queensland nel 1923 e sposò Annie Alice May Ball, figlia del pioniere di Townsville Andrew Ball.

- Edward Archibald Douglas (1877–1947)nominato anche lui come il fratello maggiore come Giudice della Corte Suprema del Queensland nel marzo 1929.
- Henry Alexander Cecil Douglas (1879–1917), membro dell'Assemblea legislativa del Queensland.
- Hugh Maxwell Douglas (1881–1918), morto l'8 aprile 1918 all'età di 37 anni, tenente del 47º Battaglione dell'esercito australiano, mentre combatteva nella prima guerra mondiale a Dernacourt in Francia.

Altri parenti:
- Alexander Rodney Douglas, membro del seggio dell'Assemblea legislativa del Queensland di Gaven, è il pronipote dello stesso John Douglas.